# Butte Valley (Kalifornija)
Butte Valley je naseljeno područje za statističke svrhe u američkoj saveznoj državi Kalifornija. Prema popisu stanovništva iz 2010. u njemu je živjelo 899 stanovnika.